# Tomasz Radzinski
Tomasz Radzinski (Poznań, 14 dicembre 1973) è un dirigente sportivo ed ex calciatore polacco naturalizzato canadese, di ruolo attaccante.

## Carriera

### Giocatore

#### Club

##### Inizi
Cresciuto nelle file dell'Osnabruck, del Toronto Rockets e del St. Catharines Roma Wolves, nel 1994 si è trasferito in Belgio, al Germinal Ekeren. Il debutto con il club viola è avvenuto il 21 agosto 1994, nell'incontro di campionato Germinal Ekeren-Eendracht Aalst (2-3), gara in cui ha siglato la rete del momentaneo 2-0 al minuto 11 del primo tempo. Ha militato nel club viola per quattro stagioni, totalizzando 132 presenze e 50 reti. Nel 1998 si è trasferito all'Anderlecht. Ha debuttato con i Paars-wit il 10 ottobre 1998, nell'incontro di campionato Anderlecht-Harelbeke (3-1), subentrando a Bart Goor al minuto 75. Ha militato nelle file dell'Anderlecht fino al 2001, totalizzando 64 reti in 106 incontri disputati.

##### Inghilterra: Everton e Fulham
Nell'estate 2001 si è trasferito all'Everton, club militante nella massima serie inglese, per 4.5 milioni di sterline. Ha debuttato con le Toffees il 15 settembre 2001, in Everton-Liverpool (1-3), subentrando a David Unsworth all'inizio del secondo tempo. Ha militato nelle file dei Blues per tre stagioni, collezionando un totale di 101 presenze e 26 reti. Nel luglio 2004 si è trasferito al Fulham per 1.5 milioni di sterline. Il debutto con la nuova maglia è avvenuto il 21 agosto 2004, nell'incontro di campionato Fulham-Bolton Wanderers (2-0). Ha militato nelle file dei Whites per tre stagioni, realizzando complessivamente 18 reti in 116 incontri disputati. Al termine della stagione 2006-2007 è rimasto svincolato. Il 29 agosto 2007 è stato ingaggiato dallo Skoda Xanthi, club militante nella massima divisione greca. Ha debuttato con la nuova maglia il 22 settembre 2007, nell'incontro di campionato Skoda Xanthi-Asteras Tripolis (2-0), subentrando a Mauro Poy al minuto 71. Ha militato nel club biancorosso per una stagione, totalizzando 28 presenze e 15 reti.

##### Ultimi anni: Skoda Xanthi, Lierse e Waasland-Beveren
Il 30 agosto 2008 ha firmato un contratto con il Lierse, in seconda divisione belga, tornando in Belgio sette anni dopo l'ultima esperienza con l'Anderlecht. Il debutto con i Pallieters è avvenuto il successivo 14 settembre, nell'incontro di campionato Namur-Lierse (2-2). Ha militato nel club giallonero per tre stagioni, totalizzando 101 presenze e 44 reti. Al termine della stagione 2010-2011 è rimasto svincolato. Il 30 gennaio 2012 viene ingaggiato dal Waasland-Beveren, club della seconda serie belga, fino al termine della stagione. Il debutto con la nuova maglia è avvenuto il successivo 24 febbraio, nell'incontro di campionato Waasland-Beveren-Visé (2-0). Durante questa breve esperienza ha totalizzato 14 apparizioni e 7 reti.

#### Nazionale
Ha debuttato in Nazionale il 4 giugno 1995, nell'amichevole Canada-Turchia (1-3). Ha messo a segno la sua prima rete con la maglia della Nazionale il 12 gennaio 1996, in Brasile-Canada (4-1), siglando la rete del momentaneo 3-1 al minuto 66. Ha partecipato, con la Nazionale, alla Gold Cup 1996. È sceso in campo, inoltre, nelle qualificazioni ai Mondiali 1998, 2006 e 2010. Ha collezionato in totale, con la maglia della Nazionale canadese, 46 presenze e 10 reti.

### Dirigente
Il 17 aprile 2013 è diventato direttore tecnico del Lierse. Il 6 febbraio 2015 è stato sollevato dall'incarico.

## Statistiche

### Presenze e reti nei club
| Stagione               | Squadra                | Campionato             | Campionato | Campionato | Coppe nazionali | Coppe nazionali | Coppe nazionali | Coppe continentali | Coppe continentali | Coppe continentali | Altre coppe | Altre coppe | Altre coppe | Totale | Totale |
| Stagione               | Squadra                | Comp                   | Pres       | Reti       | Comp            | Pres            | Reti            | Comp               | Pres               | Reti               | Comp        | Pres        | Reti        | Pres   | Reti   |
| ---------------------- | ---------------------- | ---------------------- | ---------- | ---------- | --------------- | --------------- | --------------- | ------------------ | ------------------ | ------------------ | ----------- | ----------- | ----------- | ------ | ------ |
| 1994-1995              | Germinal Ekeren        | EK                     | 28         | 6          | CB              | 5               | 2               | -                  | -                  | -                  | -           | -           | -           | 33     | 8      |
| 1995-1996              | Germinal Ekeren        | EK                     | 22         | 9          | CB              | 2               | 0               | Intertoto          | 4                  | 4                  | -           | -           | -           | 28     | 13     |
| 1996-1997              | Germinal Ekeren        | EK                     | 23         | 8          | CB              | 5               | 1               | UEFA               | 2                  | 1                  | -           | -           | -           | 30     | 10     |
| 1997-1998              | Germinal Ekeren        | EK                     | 31         | 19         | CB              | 5               | 1               | CDC                | 4                  | 1                  | SCB         | 1           | 0           | 41     | 21     |
| Totale Germinal Ekeren | Totale Germinal Ekeren | Totale Germinal Ekeren | 104        | 40         |                 | 17              | 4               |                    | 10                 | 6                  |             | 1           | 0           | 132    | 50     |
| 1998-1999              | Anderlecht             | EK                     | 22         | 15         | CB+CDLB         | 1+0             | 1+0             | UEFA               | 0                  | 0                  | -           | -           | -           | 23     | 15     |
| 1999-2000              | Anderlecht             | EK                     | 25         | 14         | CB+CDLB         | 1+0             | 0+0             | UEFA               | 6                  | 5                  | -           | -           | -           | 32     | 19     |
| 2000-2001              | Anderlecht             | EK                     | 31         | 23         | CB+CDLB         | 3+0             | 1+0             | UCL                | 16                 | 5                  | SCB         | 1           | 0           | 51     | 29     |
| Totale Anderlecht      | Totale Anderlecht      | Totale Anderlecht      | 78         | 52         |                 | 5+0             | 2+0             |                    | 22                 | 10                 |             | 1           | 0           | 106    | 64     |
| 2001-2002              | Everton                | PL                     | 27         | 6          | FA+FLC          | 2+0             | 1+0             | -                  | -                  | -                  | -           | -           | -           | 29     | 7      |
| 2002-2003              | Everton                | PL                     | 30         | 11         | FA+FLC          | 1+3             | 0+0             | -                  | -                  | -                  | -           | -           | -           | 34     | 11     |
| 2003-2004              | Everton                | PL                     | 34         | 8          | FA+FLC          | 2+2             | 0+0             | -                  | -                  | -                  | -           | -           | -           | 38     | 8      |
| Totale Everton         | Totale Everton         | Totale Everton         | 91         | 25         |                 | 5+5             | 1+0             |                    | -                  | -                  |             | -           | -           | 101    | 26     |
| 2004-2005              | Fulham                 | PL                     | 35         | 6          | FA+FLC          | 4+2             | 1+4             | -                  | -                  | -                  | -           | -           | -           | 41     | 11     |
| 2005-2006              | Fulham                 | PL                     | 33         | 2          | FA+FLC          | 1+1             | 1+0             | -                  | -                  | -                  | -           | -           | -           | 35     | 3      |
| 2006-2007              | Fulham                 | PL                     | 35         | 2          | FA+FLC          | 4+1             | 1+0             | -                  | -                  | -                  | -           | -           | -           | 40     | 3      |
| Totale Fulham          | Totale Fulham          | Totale Fulham          | 103        | 11         |                 | 9+4             | 3+4             |                    | -                  | -                  |             | -           | -           | 116    | 18     |
| 2007-2008              | Skoda Xanthī           | SLE                    | 25         | 14         | KE              | 3               | 1               | -                  | -                  | -                  | -           | -           | -           | 28     | 15     |
| 2008-2009              | Lierse                 | TK                     | 31+7       | 17+0       | CB              | 5               | 2               | -                  | -                  | -                  | -           | -           | -           | 43     | 19     |
| 2009-2010              | Lierse                 | TK                     | 24         | 15         | CB              | 0               | 0               | -                  | -                  | -                  | -           | -           | -           | 24     | 15     |
| 2010-2011              | Lierse                 | JPL                    | 25+5       | 5+2        | CB              | 4               | 3               | -                  | -                  | -                  | -           | -           | -           | 34     | 10     |
| Totale Lierse          | Totale Lierse          | Totale Lierse          | 92         | 39         |                 | 9               | 5               |                    | -                  | -                  |             | -           | -           | 101    | 44     |
| gen.-giu. 2012         | KSK Beveren            | TK                     | 9+5        | 6+1        | CB              | 0               | 0               | -                  | -                  | -                  | -           | -           | -           | 34     | 10     |
| Totale carriera        | Totale carriera        | Totale carriera        | 507        | 188        |                 | 57              | 20              |                    | 32                 | 16                 |             | 2           | 0           | 598    | 224    |

### Cronologia presenze e reti in nazionale
| Cronologia completa delle presenze e delle reti in nazionale ― Canada | Cronologia completa delle presenze e delle reti in nazionale ― Canada | Cronologia completa delle presenze e delle reti in nazionale ― Canada | Cronologia completa delle presenze e delle reti in nazionale ― Canada | Cronologia completa delle presenze e delle reti in nazionale ― Canada | Cronologia completa delle presenze e delle reti in nazionale ― Canada | Cronologia completa delle presenze e delle reti in nazionale ― Canada | Cronologia completa delle presenze e delle reti in nazionale ― Canada |
| Data                                                                  | Città                                                                 | In casa                                                               | Risultato                                                             | Ospiti                                                                | Competizione                                                          | Reti                                                                  | Note                                                                  |
| --------------------------------------------------------------------- | --------------------------------------------------------------------- | --------------------------------------------------------------------- | --------------------------------------------------------------------- | --------------------------------------------------------------------- | --------------------------------------------------------------------- | --------------------------------------------------------------------- | --------------------------------------------------------------------- |
| 4-6-1995                                                              | Toronto                                                               | Canada                                                                | 1 – 3                                                                 | Turchia                                                               | Amichevole                                                            | -                                                                     |                                                                       |
| 7-6-1995                                                              | Montréal                                                              | Canada                                                                | 0 – 3                                                                 | Turchia                                                               | Amichevole                                                            | -                                                                     | 46’                                                                   |
| 1-8-1995                                                              | Toronto                                                               | Canada                                                                | 3 – 1                                                                 | Giamaica                                                              | Amichevole                                                            | -                                                                     | 66’                                                                   |
| 3-8-1995                                                              | Toronto                                                               | Canada                                                                | 3 – 1                                                                 | Trinidad e Tobago                                                     | Amichevole                                                            | -                                                                     |                                                                       |
| 10-1-1996                                                             | Anaheim                                                               | Canada                                                                | 3 – 1                                                                 | Honduras                                                              | Gold Cup 1996 - 1º turno                                              | -                                                                     | 46’                                                                   |
| 12-1-1996                                                             | Los Angeles                                                           | Brasile                                                               | 4 – 1                                                                 | Canada                                                                | Gold Cup 1996 - 1º turno                                              | 1                                                                     |                                                                       |
| 10-10-1996                                                            | Edmonton                                                              | Canada                                                                | 2 – 0                                                                 | Cuba                                                                  | Qual. Mondiali 1998                                                   | -                                                                     | 46’                                                                   |
| 13-10-1996                                                            | Edmonton                                                              | Cuba                                                                  | 0 – 2                                                                 | Canada                                                                | Qual. Mondiali 1998                                                   | -                                                                     | 69’                                                                   |
| 3-11-1996                                                             | Burnaby                                                               | Canada                                                                | 1 – 0                                                                 | El Salvador                                                           | Qual. Mondiali 1998                                                   | -                                                                     |                                                                       |
| 27-10-1996                                                            | Panama                                                                | Panama                                                                | 0 – 0                                                                 | Canada                                                                | Qual. Mondiali 1998                                                   | -                                                                     |                                                                       |
| 15-12-1996                                                            | San Salvador                                                          | El Salvador                                                           | 0 – 2                                                                 | Canada                                                                | Qual. Mondiali 1998                                                   | -                                                                     | 83’                                                                   |
| 27-4-1997                                                             | Burnaby                                                               | Canada                                                                | 0 – 0                                                                 | Giamaica                                                              | Qual. Mondiali 1998                                                   | -                                                                     | 84’                                                                   |
| 7-9-1997                                                              | Kingston                                                              | Giamaica                                                              | 1 – 0                                                                 | Giamaica                                                              | Qual. Mondiali 1998                                                   | -                                                                     |                                                                       |
| 14-11-2001                                                            | Paola                                                                 | Malta                                                                 | 2 – 1                                                                 | Canada                                                                | Amichevole                                                            | -                                                                     | 46’ 57’                                                               |
| 15-5-2002                                                             | San Gallo                                                             | Svizzera                                                              | 1 – 3                                                                 | Canada                                                                | Amichevole                                                            | 2                                                                     |                                                                       |
| 15-10-2002                                                            | Edimburgo                                                             | Scozia                                                                | 3 – 1                                                                 | Canada                                                                | Amichevole                                                            | -                                                                     |                                                                       |
| 11-10-2003                                                            | Tampere                                                               | Finlandia                                                             | 3 – 2                                                                 | Canada                                                                | Amichevole                                                            | 1                                                                     |                                                                       |
| 15-11-2003                                                            | Teplice                                                               | Rep. Ceca                                                             | 5 – 1                                                                 | Canada                                                                | Amichevole                                                            | 1                                                                     |                                                                       |
| 18-11-2003                                                            | Dublino                                                               | Irlanda                                                               | 3 – 0                                                                 | Canada                                                                | Amichevole                                                            | -                                                                     |                                                                       |
| 30-5-2004                                                             | Cardiff                                                               | Galles                                                                | 1 – 0                                                                 | Canada                                                                | Amichevole                                                            | -                                                                     | 73’                                                                   |
| 13-6-2004                                                             | Kingston                                                              | Belize                                                                | 0 – 4                                                                 | Canada                                                                | Qual. Mondiali 2006                                                   | 1                                                                     |                                                                       |
| 16-6-2004                                                             | Kingston                                                              | Canada                                                                | 4 – 0                                                                 | Belize                                                                | Qual. Mondiali 2006                                                   | 1                                                                     | 46’                                                                   |
| 4-9-2004                                                              | Edmonton                                                              | Canada                                                                | 1 – 1                                                                 | Honduras                                                              | Qual. Mondiali 2006                                                   | -                                                                     |                                                                       |
| 8-9-2004                                                              | San José                                                              | Costa Rica                                                            | 1 – 0                                                                 | Canada                                                                | Qual. Mondiali 2006                                                   | -                                                                     |                                                                       |
| 9-10-2004                                                             | San Pedro Sula                                                        | Honduras                                                              | 1 – 1                                                                 | Canada                                                                | Qual. Mondiali 2006                                                   | -                                                                     |                                                                       |
| 13-10-2004                                                            | Burnaby                                                               | Canada                                                                | 1 – 3                                                                 | Costa Rica                                                            | Qual. Mondiali 2006                                                   | -                                                                     |                                                                       |
| 26-3-2005                                                             | Barcelos                                                              | Portogallo                                                            | 4 – 1                                                                 | Canada                                                                | Amichevole                                                            | -                                                                     | 46’                                                                   |
| 3-9-2005                                                              | Santander                                                             | Spagna                                                                | 2 – 1                                                                 | Canada                                                                | Amichevole                                                            | -                                                                     |                                                                       |
| 1-3-2006                                                              | Vienna                                                                | Austria                                                               | 0 – 2                                                                 | Canada                                                                | Amichevole                                                            | -                                                                     |                                                                       |
| 4-9-2006                                                              | Montréal                                                              | Canada                                                                | 1 – 0                                                                 | Trinidad e Tobago                                                     | Amichevole                                                            | -                                                                     | 39’                                                                   |
| 8-10-2006                                                             | Kingston                                                              | Giamaica                                                              | 2 – 1                                                                 | Canada                                                                | Amichevole                                                            | 1                                                                     |                                                                       |
| 15-11-2006                                                            | Székesfehérvár                                                        | Ungheria                                                              | 1 – 0                                                                 | Canada                                                                | Amichevole                                                            | -                                                                     |                                                                       |
| 25-3-2007                                                             | Devonshire                                                            | Bermuda                                                               | 0 – 3                                                                 | Canada                                                                | Amichevole                                                            | 1                                                                     |                                                                       |
| 22-8-2007                                                             | Reykjavík                                                             | Islanda                                                               | 1 – 1                                                                 | Canada                                                                | Amichevole                                                            | -                                                                     | 72’                                                                   |
| 12-9-2007                                                             | Toronto                                                               | Canada                                                                | 1 – 1                                                                 | Costa Rica                                                            | Amichevole                                                            | -                                                                     | 46’                                                                   |
| 20-11-2007                                                            | Durban                                                                | Sudafrica                                                             | 2 – 0                                                                 | Canada                                                                | Amichevole                                                            | -                                                                     | 84’                                                                   |
| 26-3-2008                                                             | Tallinn                                                               | Estonia                                                               | 2 – 0                                                                 | Canada                                                                | Amichevole                                                            | -                                                                     | 75’                                                                   |
| 31-5-2008                                                             | Seattle                                                               | Brasile                                                               | 3 – 2                                                                 | Canada                                                                | Amichevole                                                            | -                                                                     | 74’                                                                   |
| 4-6-2008                                                              | Fort Lauderdale                                                       | Canada                                                                | 2 – 2                                                                 | Panama                                                                | Amichevole                                                            | -                                                                     | 9’                                                                    |
| 15-6-2008                                                             | Kingstown                                                             | Saint Vincent e Grenadine                                             | 0 – 3                                                                 | Canada                                                                | Qual. Mondiali 2006                                                   | -                                                                     | 85’                                                                   |
| 20-6-2008                                                             | Montreal                                                              | Canada                                                                | 4 – 1                                                                 | Saint Vincent e Grenadine                                             | Qual. Mondiali 2006                                                   | -                                                                     | 76’                                                                   |
| 20-8-2008                                                             | Toronto                                                               | Canada                                                                | 1 – 1                                                                 | Giamaica                                                              | Qual. Mondiali 2010                                                   | -                                                                     |                                                                       |
| 6-9-2008                                                              | Montréal                                                              | Canada                                                                | 1 – 2                                                                 | Honduras                                                              | Qual. Mondiali 2010                                                   | -                                                                     |                                                                       |
| 11-10-2008                                                            | San Pedro Sula                                                        | Honduras                                                              | 3 – 1                                                                 | Canada                                                                | Qual. Mondiali 2010                                                   | -                                                                     |                                                                       |
| 15-10-2008                                                            | Edmonton                                                              | Canada                                                                | 2 – 2                                                                 | Messico                                                               | Qual. Mondiali 2010                                                   | 1                                                                     | 50’                                                                   |
| 18-11-2009                                                            | Bydgoszcz                                                             | Polonia                                                               | 1 – 0                                                                 | Canada                                                                | Amichevole                                                            | -                                                                     | 84’                                                                   |
| Totale                                                                |                                                                       | Presenze                                                              | 46                                                                    |                                                                       | Reti                                                                  | 10                                                                    |                                                                       |

## Palmarès

### Giocatore

#### Club
- Coppa del Belgio: 1

Germinal Ekeren: 1995-1996
- Campionato belga: 2

Anderlecht: 1999-2000, 2000-2001
- Coppa di Lega belga: 1

Anderlecht: 1998-1999

#### Individuale
- Capocannoniere della Division I: 1

Anderlecht: 2000-2001 (23 gol)